# Donald J. Hoffman

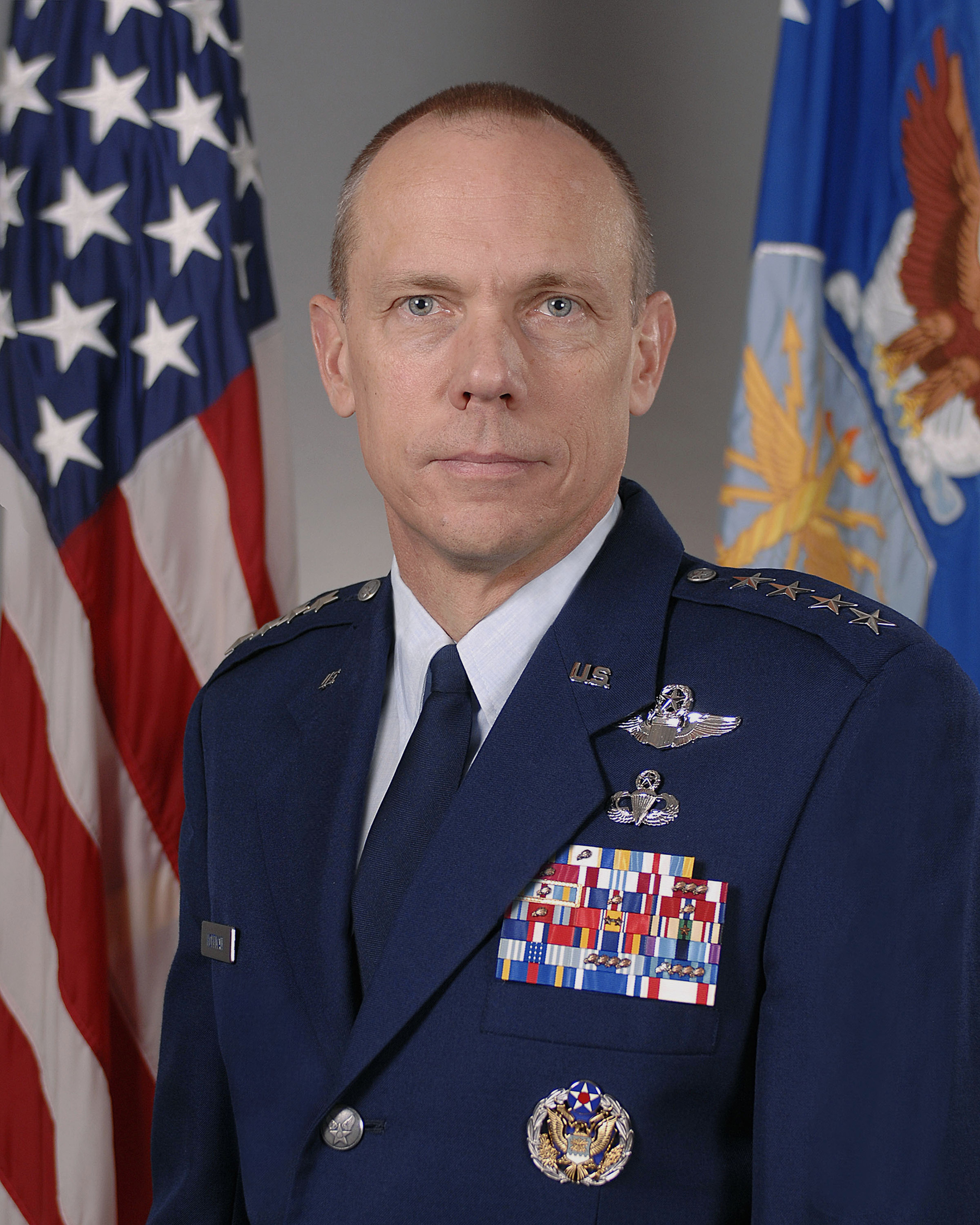
Donald J. Hoffman (2008)

Donald Joseph Hoffman (* 24. April 1952) ist ein pensionierter General der United States Air Force. Er war unter anderem Kommandeur des Air Force Materiel Commands.
Im Jahr 1974 absolvierte er die United States Air Force Academy in Colorado Springs. Nach seiner Graduation wurde er als Leutnant in das Offizierskorps der Air Force aufgenommen. In der Folge durchlief er alle Offiziersgrade vom Leutnant bis zum Vier-Sterne-General.
Im Lauf seiner militärischen Karriere absolvierte er verschiedene Kurse und Schulungen. Dazu gehörten unter anderem eine Ausbildung zum Kampfpiloten und weitere Fortbildungskurse als Pilot neuer Flugzeugtypen; die Squadron Officer School auf der Maxwell Air Force Base (Maxwell AFB) in Alabama; das Air Command and Staff College, das sich ebenfalls auf der Maxwell AFB befindet, und das National War College in Fort Lesley J. McNair in Washington, D.C. Außerdem erhielt er akademische Grade von der University of California, Berkeley und der Syracuse University.
In seinen frühen Jahren als Offizier der Luftwaffe war er an verschiedenen Stützpunkten in den Vereinigten Staaten stationiert. Dabei war er als Pilot, Flugausbilder oder Stabsoffizier bei unterschiedlichen Einheiten tätig. Dazwischen absolvierte er die erwähnten Schulungen. Als Stabsoffizier war er unter anderem im Hauptquartier der Air Force tätig. Zwischen April 1982 und Juli 1985 war er in Deutschland auf der Hahn Air Base stationiert.
Nach seinem Studium am National War College wurde Hoffman nach Ägypten versetzt. In Kairo leitete er zwischen August 1992 und Juli 1994 die Luftverteidigungsabteilung (Aviation Section) der Behörde für militärische Zusammenarbeit (Office of Military Cooperation) die zum United States Central Command gehörte. Es folgte eine Versetzung zum Air Education and Training Command, das auf der Randolph Air Force Base in Texas angesiedelt ist. Dort war Donald Hoffman zwischen Juli 1994 und Oktober 1995 als Stabsoffizier (executive officer to the Commander) tätig.
Von Oktober 1995 bis zum Februar 1997 kommandierte er auf der Columbus Air Force Base in Mississippi die 14th Operations Group. Daran schloss sich eine Versetzung zum NATO-Hauptquartier in Belgien an, wo er bis Dezember 1998 Stabsoffizier war. Es folgte eine Versetzung zur britischen Luftwaffenbasis Royal Air Force High Wycombe in England. Dort gehörte Hoffman bis März 2000 der Abteilung für Operationen beim Hauptquartier der Alliierten NATO-Luftstreitkräfte für Nordwesteuropa an.
Im März 2000 kehrt er nach Deutschland zurück. Auf der Spangdahlem Air Base übernahm er das Kommando über das 52. Kampfgeschwader, das er bis zum Mai 2001 innehatte. Danach kommandierte er bis zum Oktober 2002 das auf der Aviano Air Base in Italien ansässige 31. Kampfgeschwader (31st Fighter Wing). Anschließend wurde er zum Stab des Air Combat Commands versetzt. Dieses Kommando ist auf der Langley Air Force Base in Virginia beheimatet. Zwischen Oktober 2002 und August 2005 war er dort als Director of Requirements für den Bedarf zuständig.
Es folgte eine Versetzung zum Hauptquartier der Luftwaffe, wo er bis November 2008 in ähnlicher Funktion tätig war. Danach wurde er auf die Wright-Patterson Air Force Base in Ohio beordert, wo er im November 2008 als Nachfolger von Bruce A. Carlson neuer Kommandeur des Air Force Materiel Commands wurde. Dieses Amt bekleidete er bis zum Jahr 2012 als Janet C. Wolfenbarger seine Nachfolge antrat. Zum 1. Juli 2012 schied er aus dem aktiven Militärdienst aus.
Während seiner aktiven Zeit als Militärpilot absolvierte er über 3800 Flugstunden auf verschiedenen Flugzeugtypen.

## Daten der Beförderungen
| Abzeichen | Rang               | Jahr              |
| --------- | ------------------ | ----------------- |
|           | Second Lieutenant  | 5. Juni 1974      |
|           | First Lieutenant   | 5. Juni 1976      |
|           | Captain            | 5. Juni 1978      |
|           | Major              | 1. August 1985    |
|           | Lieutenant Colonel | 1. Mai 1989       |
|           | Colonel            | 1. Januar 1993    |
|           | Brigadier General  | 1. Februar 2000   |
|           | Major General      | 1. Juni 2003      |
|           | Lieutenant General | 1. November 2005  |
|           | General            | 21. November 2008 |

## Orden und Auszeichnungen
Donald Hoffman erhielt im Lauf seiner militärischen Laufbahn unter anderem folgende Auszeichnungen:
- Air Force Distinguished Service Medal
- Defense Superior Service Medal
- Legion of Merit
- Defense Meritorious Service Medal
- Meritorious Service Medal
- Joint Meritorious Unit Award
- Air Force Outstanding Unit Award
- Air Force Organizational Excellence Award
- Combat Readiness Medal
- National Defense Service Medal
- Southwest Asia Service Medal
- Kosovo Campaign Medal
- Humanitarian Service Medal
- Global War on Terrorism Service Medal
- Air Force Longevity Service Award
- NATO-Medaille

Außerdem erhielt er noch einige Ordensbänder (Ribbons).